# Martín Díez de Liatzasolo
Martín Díez de Liatzasolo (Alkiza, Guipúscoa, c.1500 - Barcelona, 1583) és considerat un dels millors escultors del segle xvi. Va participar en la producció de diversos retaules, grups escultòrics i figures exemptes que demostren l'assimilació de les fórmules del renaixement italià juntament amb el llenguatge clàssic. Tot i que encara se li pot trobar un rastre de tradició medieval, no deixa de ser un dels artistes més representatius de l'època del Renaixement a Catalunya i sota la seva mirada es desenvolupa una important etapa de l'escultura catalana. També va ser perit de diverses obres d'art, no sense polèmica, que li causaren una certa mala fama. La seva principal producció es va desenvolupar a la ciutat de Barcelona.

## Biografia i obra
Durant
molt de temps es va ignorar el seu lloc d'origen i la seva formació artística, ara s'ha pogut saber que
va néixer al municipi de Alkiza, província de Guipúscoa, en un caserío, actualment en ruïnes, que actualment s'anomena “Litxaso” deformació
sonora de “Liatzasoro” situat al barri Aldapa.
El

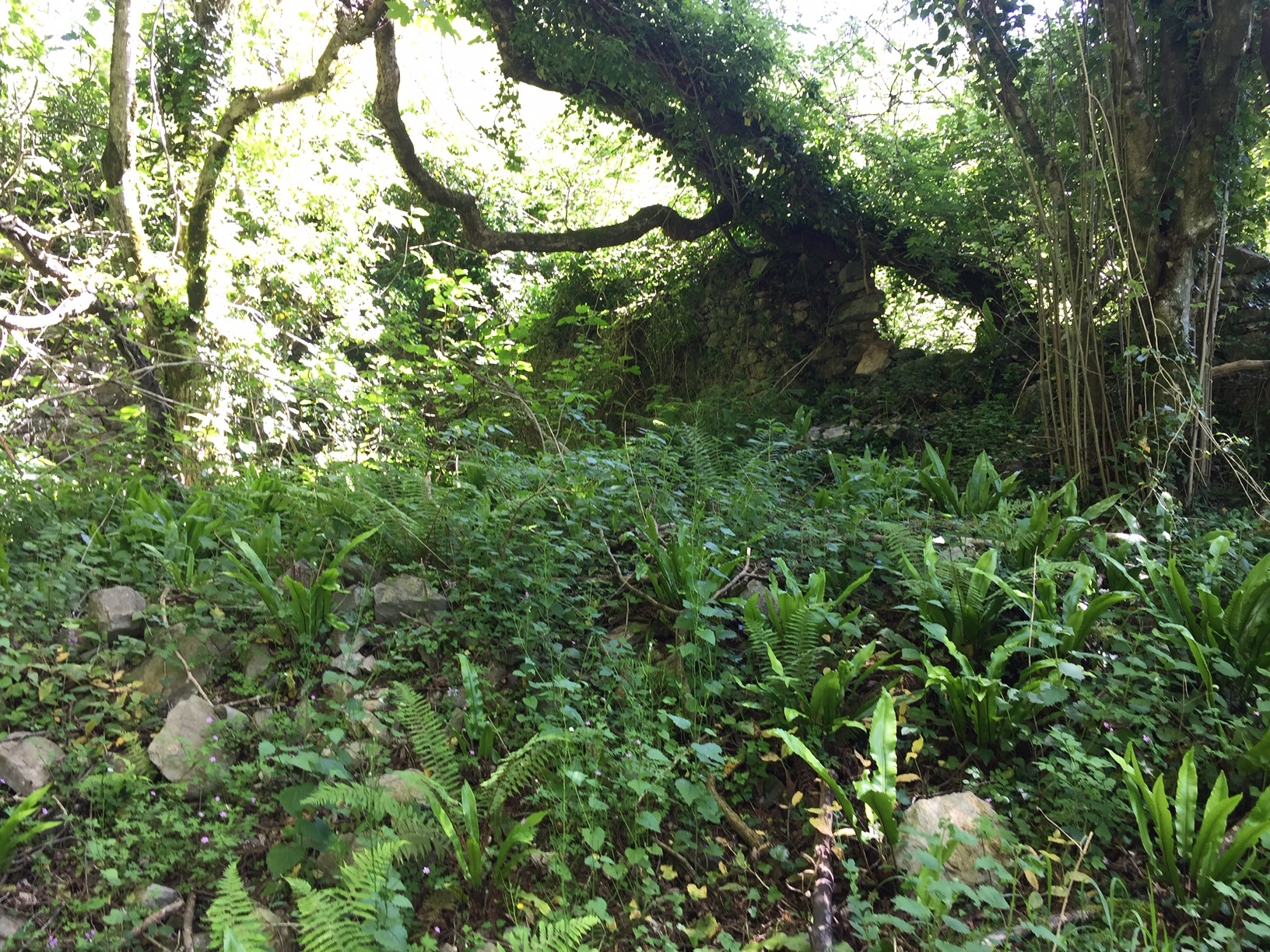
Ruïnes de la casa natal de Martín Díez de Liatzasolo

seu pare fou un picapedrer o mestre de cases que emigrà a Saragossa. Es
creu que les primeres pedres les va tallar al taller del seu pare però després
entre 1515 i 1525 hauria d'haver anant a algun taller de la corona d'Aragó que
li permetés fer el salt de picapedrer a imaginaire.
un taller del que es barregen diferents opcions, no confirmades, una d'elles
és la possibilitat que fos al taller de Gabriel Joly deixeble de Damià Forment, però també hi ha la possibilitat que fos al de Gil
Morlanes.
A la
ciutat de Barcelona va ser on va desenvolupar la seva activitat artística
fins a la seva mort. La primera menció
documental que se n'ha trobat és de 1527.

## Visures[calcitació]
Liatzasolo també va tenir un gran protagonisme
com a perit experimentat en el judici d'una obra per veure si el mestre s'havia
cenyit al que li demanaven al contracte. Sabem que va tenir fama de ser dur amb
els peritatges de les obres i per això va ser sovint reclamat. En fa un nombre considerable. De les que han
arribat notícia documental destaquen la del 13 de gener de 1527 de
les Taules de Pere Nunyes i Enric
Fernandes, pintades per l'església parroquial de Sant genis de Vilassar de
Dalt i la que va fer juntament amb Damià Forment el 1532 on visuren el
sepulcre de Ramon de Cardona de Giovanni Marigliano da Nola al convent de
Bellpuig. La visura que va fer en 1527 al retaule de Poblet de Damià
Forment va ser molt polèmica, ja que va criticar durament al
mestre Forment segurament amb el propòsit que no obtingués més encàrrecs a
Catalunya; li classifica l'obra de “ruin art” feta en “alabastre dolent” i de no ser present al capdavant de l'obra.
També va visurar, el 1570, el retaule de Joan Plaga a l'església de
Santa Maria de Palamós.

## Trajectòria i obres[calcitació]
És un artista que evoluciona de les formes gòtiques que inicialment aprèn en
els tallers de tradició medieval a unes
clarament renaixentistes on s'aprecia el
domini de l'anatomia i la gràcia dels drapejats. De totes les obres seves que han estat ressenyades només
n'han sobreviscut dues: el grup de
l'enterrament de l'església del Sant Esperit de Terrassa que 
durant la guerra civil fou destrossat, però les peces es van guardar a
les esglésies de Sant Pere i es va reconstruir en acabar la guerra i la imatge
de la Mare de Déu de la Victòria de l'església de Palau a Barcelona. Totes dues
d'alabastre blanc. Tota la resta ha desaparegut excepte una petita peça del
retaule de Sant Just i Pastor i del
Palau Reial així com alguna altre peça
atribuïda per hipòtesi.
El poc que ha quedat de l'obra de Liatzasolo permet apreciar una gran evolució
en el seu treball. Segurament influenciat per les obres italianes arribades a
Catalunya i sobretot pel coneixement de gravats. Per realitzar alguns dels retaules
Liatzasolo s'associa amb alguns pintors que li deurien facilitar tenir accés a
aquests gravats.
Però potser la característica de Liatzasolo és
haver trobat l'equilibri entre el més tradicional i el modern sempre
adaptant-se als desitjos dels comitents.

### Retaules
La gran activitat de
Liatzasolo són els retaules on està documentat que va fer
o participar en divuit peces. En aquestes majoritàriament entretallava les
parts estructurals, pinacles, frisos, capitells. Però també feia les
imatges dels sants que presidien els
retaules inclús en alguna obra
puntual feia els relleus. Sovint les
seves obres eren pintades per Pere Nunyes i Enric Fernandes. Malauradament pràcticament tota l'obra de Liatzasolo ha
desaparegut, no es conserva cap retaule sencer, només de quatre hi ha
constància fotogràfica i d'un parell més, n'hi ha algun fragment.
Va col·laborar amb altres escultors. S'associà com a mínim de 1531 a 1540 amb
Joan de Tours i Joan Masiques per diversos encàrrecs, entre els quals,
quatre retaules: Sant Vicenç de Mollet, Santa Coloma de Marata, Sant Esteve de
Canyamars i Sant Iscle i Santa Victòria de Dosrius. Els de Mollet i Dosrius
foren destruïts el 1936. També col·laboren amb ell el Mestre Jacques (Jacques Bruna) i potser
Miquel Sobra

#### Retaule de Mollet
La de Mollet es pot observar segons la
fotografia que ha quedat que el
conjunt presenta una estructura gòtica formada en estructural en lectura
horitzontal de pedestal, bancal, tres cossos i pinacles, i en lectura
vertical nou carrers, sis en pintures
d'autor desconegut i tres amb talla ornamental amb les imatges exemptes dels
Sant Vicenç, Llorenç i Esteve.

#### Retaule de Dosrius i d'Arenys de Munt
L'estructura
de Dosrius era molt similar a la d'Arenys de Munt que presenta horitzontalment pedestal, bancal, tres cossos i coronament i
en vertical set carrers tots amb pintures del pintor portuguès Joan Baptista
amb espais per imatges com les dels sants Sant Iscle i Santa Victoria. Aquestes
dues obres s'allunyen de l'estètica gòtica i comencen a introduir un llenguatge “a la romana”.

#### Retaule de l'església dels Sants Just i Pastor
Juntament amb Joan
de Tours i Damià Forment signa un
contracte sl 1531 per fer el retaule
major de l'església dels Sants Just i
Pastor a Barcelona, però Damià Forment es deslliura de l'acord just una
setmana després i no participa en l'encàrrec, fet encara obscur però que va desencadenar
una enemistat de per vida entre ells. El retaule s'acaba el 1543 i també hi intervé el conegut escultor Mestre Jacques. Pere
Serafí, Giot Aumont i Ramon Puig successivament 
policromen l'obra. De les 4 obres que han arribat del retaule de
l'església dels Sants Just i Pastor, se li pot atribuir la figura de la mare de
Déu de Montserrat 140 × 70 × 35cm ja que els
trets estilístics que presenten els
trets de la cara i el drapejat del vestit 
són similars als de la Mare de Déu de la Victoria de l'església del
Palau de Barcelona les altres tres presenten molts dubtes.

#### Retaule de la Capella Reial
El 1556 signa contracte amb Lluís de Requesens i Zúñiga per fer un retaule per la capella del palau reial, que
aleshores era propietat d'aquesta família. Segons el contracte, el cos central havia
de tenir una fornícula de 194× 87 cm amb serafins entallats i dins aniria una figura
de la Mare de Déu amb el nen
d'alabastre. Aquesta figura s'anomenarà la Mare de Déu de la Victoria perquè
està relacionada amb la batalla de Lepant és l'única figura que queda després
de desmembrar el retaule al segle xx i és la representació més madura de la
fàbrica de Liatzasolo. J. Garriga detalla la seva morbidesa en la ponderatio,
la seva torsió del cos, la solemnitat del rostre i dels gestos, i els amplis
camps de llum del vestit de plecs sòlid i moguts. Ja no té la rigidesa dels
seus primers treballs. També el pentinat és classicista d'influència de l'estatuària
antiga.

### Relació dels treballs de Liatzasolo

#### A Barcelona
- El de la Capella de la Llotja
- El major de l'església de Sant Jaume
- El major de l'església dels Sants Just i Pastor (se'n conserva un fragment)
- El de la cofaria dels carnissers a l'església conventual del Carme
- El de la confraria dels argenters a l'església franciscana de Santa Maria de Jesús
- El de la capella de l'Hospital de Sant Sever (se'n conserva una fotografia)
- Un pel noble Jaume d'Aguilar
- El de la Capella del Palau Reial Menor (se'n conserva un fragment)
- Un pel monestir de Sant Pere de les Puel·les

#### Al Vallès
- Mollet del Vallès (se'n conserva fotografia d'abans del 1936)
- Marata
- Montcada
- Castellar del Vallés

#### Al Maresme
- Dosrius (se'n conserva fotografia)
- Canyamars
- Arenys de Munt

#### A Sardenya
- A Sàsser

### Grups escultòrics
També hi ha, de Liatzasolo, una producció escultòrica desvinculada de la pintura.

#### Verge del Roser – Lliçà de Munt
Segons un contracte que signa el 1576 ha de fer, per a l'església de Lliça de Munt, una Verge del Roser amb nen amb braçosen fusta de xiprer, quel havia de fer 77
cm d'alçada i havia d'assemblar-se a la que havia fet per a l'església de
Castellar del Vallès; se li paguen 20 ducats .

#### Sant Llorenç
El 1576 l'argenter Gracià Ferris li demana un Sant Llorenç amb un llibre i unes graelles a la mà esquerra i una palma del martiri a la dreta, peça que hauria de ser de noguera i fer 58 cm d'alçada, segons el contracte aquesta peça corria pressa i s'especifica que “no,n llevarà mà fins tant que sia acabada”; se li paguen 17 lliures.

#### El Sant sepulcre de Terrassa

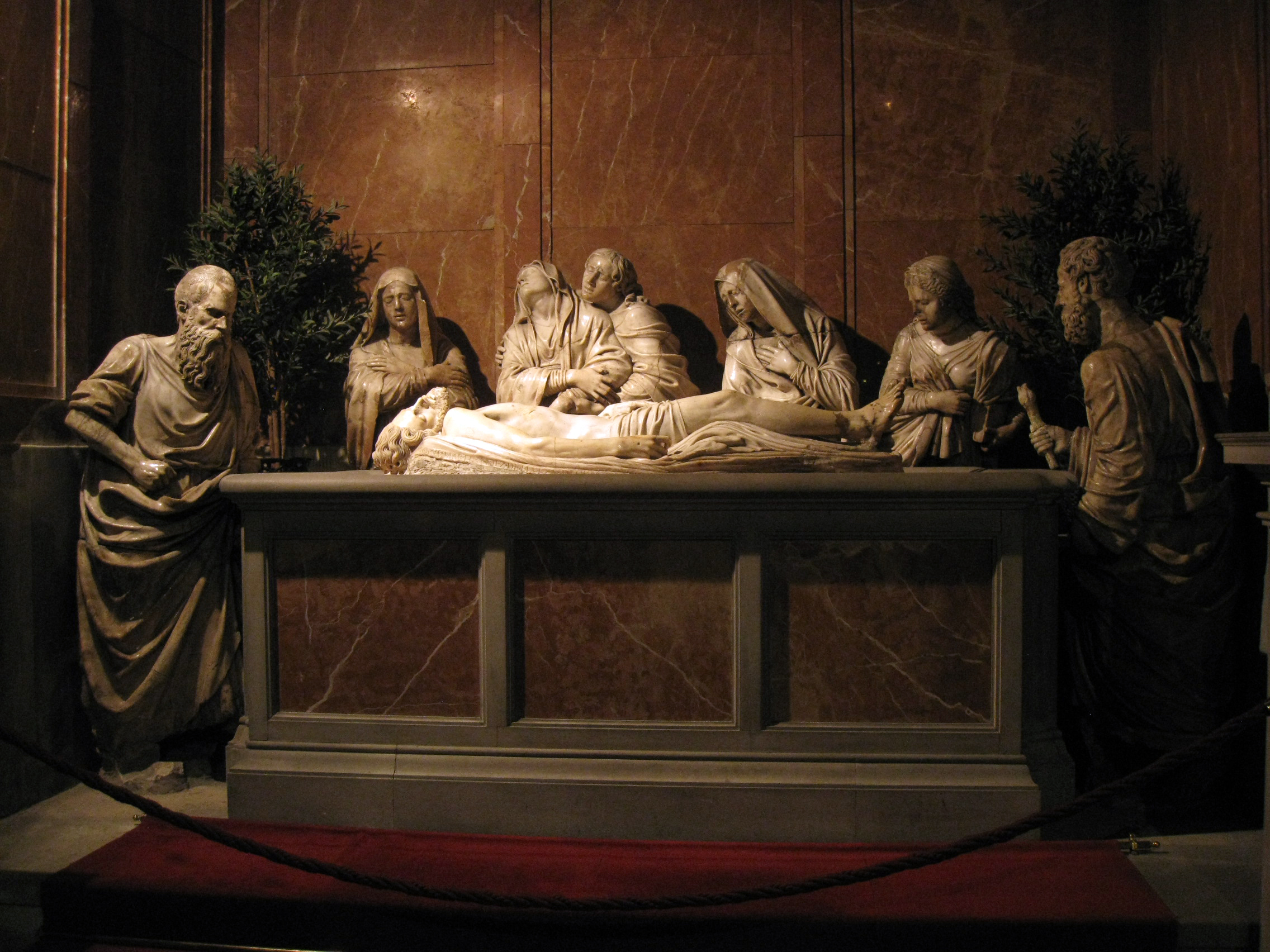
El Sant sepulcre de Terrassa

El sant sepulcre de Terrassa és l'obra més coneguda de Liatzasolo, i l'única que ha arribat sencera,
ja que malgrat ser molt malmesa durant la guerra civil, es va poder reconstruir.
Va ser encarregat el 1539 per la parròquia de Sant Pere de Terrassa però els comitents
de l'obra varen decidir el 1540 canviar la col·locació del grup i van optar per l'església del Sant Esperit la raó del
canvi va ser perquè «sia més venerat y
honrat y cada hu pugue complir y fer ses devocions cada die». No es té
constància que es variés la forma de l'escultura i es pagà per ella 273 lliures.
Està realitzat en alabastre i consta de 8 figures. Les mides del conjunt són
391 × 162 cm i cada una de les figures fa
Crist jacent 167 × 55 cm, Sant Joan Evangelista, la Verge Maria, Maria
Magdalena, Maria Cleofé i Maria Salomé, tots ells de mig 
cos amb una alçada de 105 cm.
Sant Josep d'Arimatea de 165 cm i Sant Nicodem de 172 cm són de cos sencer. Al
centre, sobre una peça rectangular semblant a un altar es troba la figura del Crist jacent amb una anatomia estudiada, un nu correcte, estirat amb
els braços al costat del cos i el cap girat mirant a la dreta.
La mare de Déu és la millor peça de tota la producció, és la figura més ben executada. L'expressió
del rostre commou pel dolor que transmet i recorda el treball de Miquel Angel.
Les actituds de totes les imatges
reflecteixen emoció i dolor per la mort
de crist. L'escultor va realitzar les imatges independents, amb vida pròpia. Aquestes actituds es demostren amb el cap humiliat i les mans unides caigudes
sobre la falda; és a dir, una postura de recolliment en ells mateixos, postures
que testimonien la compressió del nou llenguatge classicista, però que no acaben
de deixar enrere una certa rigidesa i una excessiva ampul·lositat dels plecs
dels vestits.

### Possibles atribucions
La poca quantitat d'obra que ha quedat de Liatzasolo fa que no es pugui
estudiar el seu estil en profunditat per la qual cosa és difícil assegurar la
seva factura en a certes peces. Les dues
més polèmiques són la dormició de la Verge i la Dama de l'ermini:

#### La Dormició de la Verge
Del Museu Nacional d'Art de Catalunya que prové de la desapareguda església de Sant Miquel de Barcelona se li ha atribuït
per semblança estilística al Sant Sepulcre de Terrassa per segons Yeguas es una
hipòtesi difícil de mantenir, ja que si es fa una anàlisi detallada de les dues
obres l'estil diferent en les fisonomies i els drapejat més acostaria la peça a
Damià Forment.

#### La Dama de l'ermini o Priscil·la (ca.1535-1560)

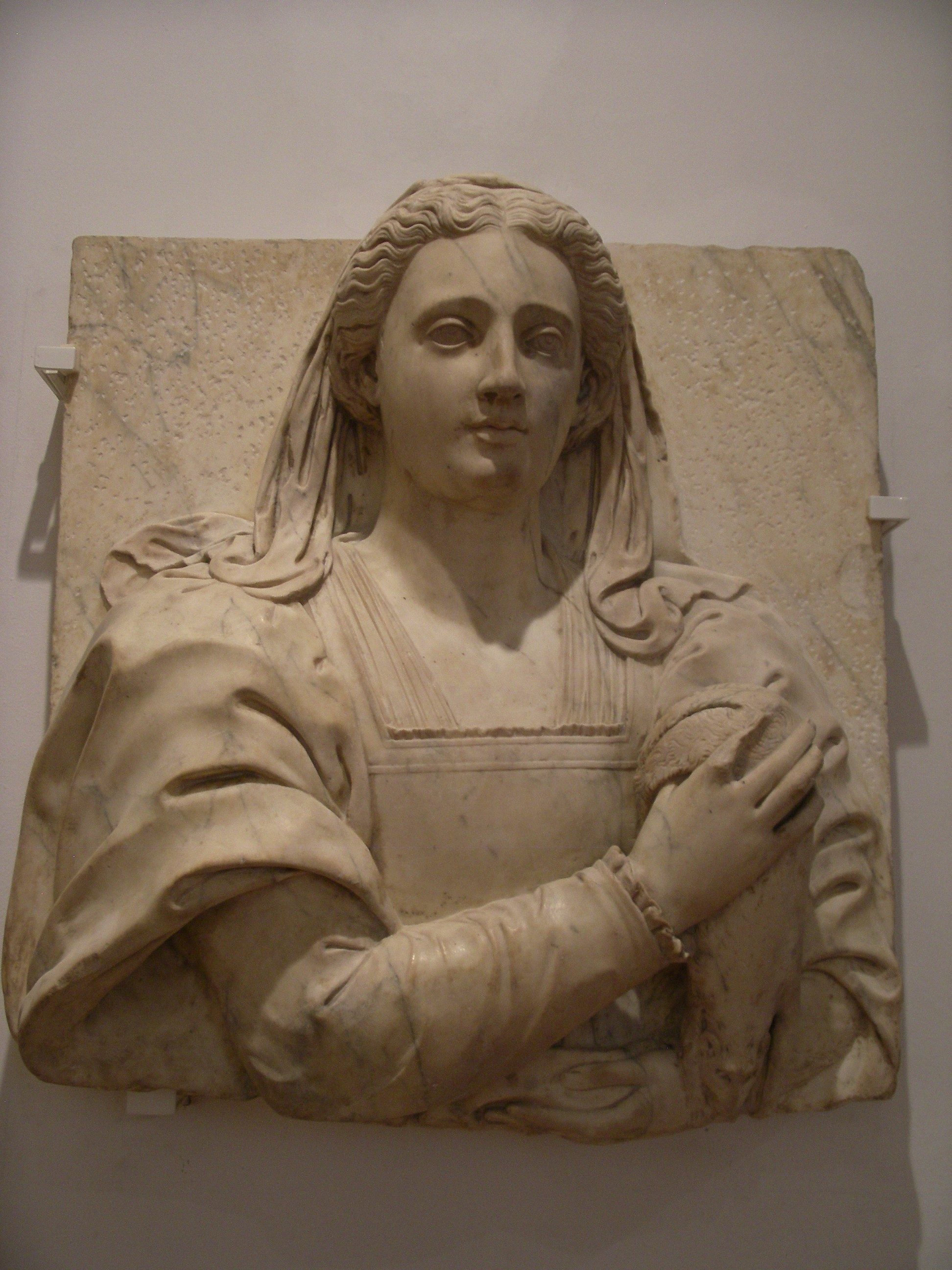
Dama de l'ermini o Priscil·la, Museu Frederic Marès de Barcelona

Actualment al Museu Frederic Marés de Barcelona, és un alt relleu d'alabastre que representa el bust d'una jove vestida de manera clàssica que porta un ermini,
símbol de puresa i incorruptibilitat. La peça podria haver estat part de la col·lecció de Miquel Mai i haver estat confosa en els inventaris per una peça genuïnament de la roma clàssica. Joaquim Garriga, pel fet de ser d'alabastre, s'inclina més aviat a atribuir-la a un autor del país que no pas que sigui d'importació italiana. Entre aquests, troba analogies estilístiques amb Liatzasolo i xifra la data a l'entorn de 1535. Joan Yeguas donja suport a l'atribució, però en fixaria la data posterior a 1545. Hi ha, però, una tercera hipòtesi que considera que l'escultura representa Giulia Gonzaga Colonna i seria una obra feta per l'escultor italià Alfonso Lombardi. De Rossi és qui presenta aquesta nova atribució argumentant que Lombardi ja hauria treballat diverses vegades per a Miquel Mai i que l'escultura presenta un estil semblant. Però un estudi detallat allunya l'estil de la peça de l'anomenat estil Lombardi i per referències documentals no es té constància que representés el rostre d'una dona real.